# Звуковой и музыкальный компьютинг
Звуково́й и музыка́льный компью́тинг (англ. Sound and Music Computing, SMC) — междисциплинарная область исследований, в которой с научной, технологической и художественной точек зрения, а также с помощью соответствующих методологических инструментов и вычислительных подходов изучаются различные аспекты процессов цифрового (компьютерного) генерирования звуков и создания на их основе музыкальных произведений. 

## Исследовательская сфера
В настоящее время исследовательская область SMC включает в себя следующие направления:
- Обработка звуковых сигналов и музыкально-компьютерной информации.
- Способы и методы моделирование звука и музыки.
- Звуковые и музыкальные интерфейсы.

Исследования в области звукового и музыкального компьютинга финансируются Европейской комиссией. 

## Исследовательские центры
- Centre for Interdisciplinary Research in Music Media and Technology (CIRMMT) Montreal, Canada Архивная копия от 5 июля 2012 на Wayback Machine
- Institute de Recherche et Coordination Acoustique/Musique (IRCAM) Paris, France Архивировано 2 августа 2012 года.
- GRAME - National Center for Music Creation, Lyon, France Архивная копия от 16 июля 2011 на Wayback Machine
- Music Technology Group, Universitat Pompeu Fabra, Barcelona, Spain Архивная копия от 23 июня 2017 на Wayback Machine
- Centre for Digital Music, Queen Mary, University of London, London, UK
- Center for Computer Research in Music and Acoustics (CCRMA) Stanford University, USA Архивная копия от 11 сентября 2019 на Wayback Machine
- The Music Computing Lab, The Open University, Milton Keynes, UK Архивная копия от 21 июня 2012 на Wayback Machine
- Laboratorio di Informatica Musicale (LIM), Università degli Studi di Milano, Milano, IT

## Ассоциации
- International Society for Music Information Retrieval (ISMIR) Архивная копия от 22 июня 2012 на Wayback Machine
- International Computer Music Association (ICMA) Архивная копия от 8 декабря 2017 на Wayback Machine

## Журналы
- Computer Music Journal Архивная копия от 5 июня 2016 на Wayback Machine
- Journal of New Music Research Архивная копия от 2 мая 2012 на Wayback Machine
- Organized Sound Архивная копия от 3 июля 2009 на Wayback Machine

## Конференции
- Sound and Music Computing Conference (SMC) Архивная копия от 21 сентября 2020 на Wayback Machine
- International Conference on Music Information Retrieval (ISMIR) Архивная копия от 22 июня 2012 на Wayback Machine
- International Conference on New Interfaces for Musical Expression (NIME) Архивная копия от 30 июля 2012 на Wayback Machine
- International Conference on Digital Audio Effects (DAFX) Архивная копия от 15 июня 2012 на Wayback Machine
- International Computer Music Conference (ICMC) Архивная копия от 17 июля 2012 на Wayback Machine

## Открытое программное обеспечение
- List of software tools related to SMC